# ترپیستی
ترپیستی (به چکی: Trpísty) یک منطقهٔ مسکونی در جمهوری چک است که در شهرستان تاخوف واقع شده‌است. ترپیستی ۹٫۶۷ کیلومتر مربع مساحت و ۲۵۴ نفر جمعیت دارد و ۴۴۸ متر بالاتر از سطح دریا واقع شده‌است.